# Heinkel P.1078
O Heinkel P.1078 foi uma linha de interceptores a jato planeada pela Heinkel, para ser usada pela Luftwaffe na defesa do Reich. Três variantes foram desenhadas.

## Variantes
O He P.1078 foi desenhado em três variantes diferentes:
- He P.1078A - Interceptor a jato. Das três variantes, esta era a que tinha um aspecto mais convencional, sendo também a única com uma cauda. Teria um armamento composto por dois canhões MK 108.[2]
- He P.1078B - Interceptor a jato sem cauda, com uma fuselagem curta, teria uma entrada de ar localizada entre duas gôndolas. Na gôndola da esquerda ficaria localizado o cockpit, e na da direita ficaria depósitos de combustível e o trem de aterragem frontal.[3]
- He P.1078C - Interceptor a jato sem cauda, similar ao P.1078B, porém com uma única e pequena gôndola, que seria a fuselagem.[4]